# English, Fitz nebo Percy
English, Fitz nebo Percy je pátá epizoda první řady seriálu Prison Break, ve které se Michael pokouší zjistit, kterou ze tří ulic obklopujících věznici nepřijíždějí při poplachu policejní vozy. Režíroval ji Randall Zisk a napsal Zack Estrin.

## Průběh
Epizoda začíná rozhovorem ředitele Henryho Popa s federálními agenty Paulem Kellermanem a Dannym Halem, kteří chtějí zjistit, proč byla jejich žádost o přemístění Michaela Scofielda do jiné věznice zamítnuta. Pope své rozhodnutí odůvodňuje tím, že je za své vězně zodpovědný a bude se za ně zodpovídat, dokud si svůj trest neodpykají. Agenti reagují výhrůžkou, že jeho ženě řeknou více podrobností o jistém případu Toledo, který se Popovi moc nepovedl a o kterém všechno své manželce neřekl. Útěkový tým, zatím čtyřčlenný, se setkává uprostřed práce v kůlně, kde chce Michael projednat s ostatními svůj plán. John Abruzzi ale nechápe, proč má kromě jich dvou a Fernanda Sucreho utéct i Lincoln Burrows, než mu ale dá Lincoln najevo, že jsou bratři. Abruzzimu nezbývá než souhlasit a když se Scofield a Sucre vrací do cely, čeká hlavního protagonistu nemilá návštěva. Ředitel Pope mu přichází vyřídit, že Michaela přemisťuje do věznice ve Statesvillu. Michael ho prosí, aby strpěl do Lincolnovy popravy, ale ředitel se omlouvá, že to není on, kdo tuto záležitost zařídil.
Zatímco Pope přemýšlí o tom, jak se rozhodne, Lincoln ztrácí víru v možnost útěku, kterou mu chce Michael vrátit jakoukoli možností odkladu přemístění. Veronica Donovan a Nick Savrinn zkoumají dále videokazetu s nahrávkou vraždy a nachází pár věcí, které by mohly vyvrátit její pravdivost. Řidič auta, které má Terrence Steadman řídit, kouká přímo do kamery, a Lincolna zdánlivě nahrazuje někdo jiný, který skrývá svou tvář před kamerou a bere z auta pravděpodobně krvavé kalhoty, které byly později nalezeny v Lincolnově bytě. Právnická dvojka ale potřebuje důkazy, takže se s tím moc dělat nedá. 
John Abruzzi už také ztrácí víru v útěk, ale Michael se ho snaží uklidnit a navíc od něj potřebuje jakýsi klíč. Pak si jde sednout k Charlesi Westmorelandovi, kterému důvěřuje, že jako vězeňský veterán má mnoho způsobů, jak odložit překlad. Jak stařík říká, díky americkému právnímu systému stačí Michaelovi napsat odůvodnění, proč nemůže z věznice odejít, ve kterém se vymluví na jakoukoli alergii, a měsíc bude trvat, než bude jeho žádost zpracována. Doktorka Sara Tancredi se při cestě k Lincolnovi na předpopravní prohlídku od své zdravotní sestry dozvídá, že Michael a Lincoln jsou bratři. Zdá se, že ji to trošku šokuje, možná Michaela dokonce lituje. 
Michael potřebuje před plánem zkusit, jak se dostane na střechu, odkud uvidí všechny tři komunikace. Sucre tedy zakryje výhled do cely čerstvě vypraným prádlem, naneštěstí ale Michael potkává údržbáře, který si šel zakouřit. Chytrý vězeň se ale za trubky u stropu, které mu pomohou se před ním skrýt, což se mu nakonec povede. V cele mu ale Fernando stejně tak trošku vynadá, jelikož Portorikánci mají prý od přírody vyšší tlak, takže by ho neměl vystavovat do takovýchto nepříjemných situací. Jeden Sucreho bratranec dokonce zemřel na přílišný stres. Zatímco Michael zkoumal cestu k střeše, Abruzzi se dostal prostřednictvím jednoho ze svých kumpánů ke kýženému klíči, který měl dozorce. Další z Abruzziho mafiánů pak vyrobí klíč z odlitku. 
Veronica s Nickem navštěvují v terénu jednoho technika, kterého Nick zná a který zjišťuje, že výstřel na kazetě byl nahrán v jiné místnosti, než kde se vražda odehrála, jelikož neslyší předpokládanou ozvěnu. Svědčit ale k soudu nepůjde, jelikož není dost důkazů o Lincolnově nevině. Michael pak jde za Popem pomoci mu se stavěním Taj Mahalu, přičemž mu vysvětluje, že vzduch, který jde od řeky, která je za východní zdí věznice, mu umožňuje čistě dýchat, jinak by mu prý dělala problémy jakási bakteriální infekce. Potřebuje ale chvíli zůstat v ředitelově pracovně a to se mu povede tak, že přesvědčí Popa, že musí stavbu podpírat, dokud lepidlo neuschne. Ředitel tedy odejde s tím, že se má Michael ohlásit u sekretářky Becky až bude na cestě do cely.
Když Pope odejde, pověří jednoho ze svých dozorců, aby Michaela od místa sekretářky hlídal, ale ten místo toho flirtuje s elegantní sekretářkou. Michael z pracovny ředitele odejít ještě nemůže, protože zadní dveře jsou zamčené a klíč dorazí až o pár minut později. Zatím se Pope dostává domů, kde na něj kromě jeho ženy Judy čekají také agenti Kellerman a Hale, kteří mu prakticky přikazují, aby Michaelovu žádost o zamítnutí přeložení do jiné věznice zlikvidoval. Diváky také překvapí fakt, že v Toledu toho osudného dne zemřel Popův syn Will, o kterém jeho žena zdánlivě nemá tušení, což je důvodem, proč ředitel nechce, aby se něco víc o případu dozvěděla. Aby mohl svůj soukromý život ředitel udržet pod kontrolou, tak po odchodu agentů skartuje všechny papíry, na které se mu Michael vypsal o svých zdravotních problémech. 
Lincolna v jeho cele pro jednoho navštěvuje doktorka Tancredi, která je očividně znechucená povinností zkontrolovat zdraví někoho, koho o pár dní později popraví. Nezapomene se ale zmínit o Michaelovi, jelikož toto téma ji zajímá, a dozvídá se, že Michael prožil svůj život opuštěně, bez otce a matky. Michael se zatím vrací do cely, kde ihned začíná pracovat na svém plánu. Sucre je samozřejmě vystrašený, jelikož do sčítání vězňů zbývá pouhých patnáct minut. Michael se ale rozhodně nezasvětit svého parťáka, jelikož by to mohlo znamenat absolutní selhání plánu. Ředitele Popa pohltil smutek takový, že se musel stavit ve vězeňské kapli, kde ho farář utěšuje, že Willyho smrt byla nehoda a že jeho život, který byl osmnáct let dlouhý a naplněný trestnými činy a drogovou závislostí, nemohl nijak ovlivnit. 
Veronica a Nick se staví pro originální kazetu, která by jim u experta, u kterého byli před chvílí, pomohla přimět ho, aby šel svědčit k soudu. Vrátná jim ale důkazy vydat nemůže a když zjistí číslo, kterým je kazeta označena, ukáže jim vytopenou místnost, která byla podle ní, nezasvěcené pracovnice, čirou nehodou. Patnáct minut od Scofieldova příchodu a odchodu uplynulo a tak se rozběhlo sčítání vězňů. Krátce poté, co se Michael dostává na střechu budovy, doráží dozorce Brad Bellick k jeho cele, kde nachází jen vystrašeného Sucreho. Bellick ihned spouští poplach, což je přesně částí Michaelova plánu. Dozorce Patterson, kterého Pope pověřil hlídáním Scofielda, mu ale volá vysílačkou, že je hledaný vězeň v kanceláři ředitele. Bellick ale Pattersona přiměje, aby se šel místo mluvení se sekretářkou kouknout do kanceláře, kde dozorce Scofielda nenachází. 
Na poplach přijíždí i policejní auta, po dvou ze tří cest obklopujících věznici. Tou vyřazenou ulicí je tedy Fitz Street, jejíž temnotu světla policejních hlídek neporušila. Teď už bylo na Michaelovi jen dostat se bezpečně zpět do ředitelovy kanceláře, kam se před příchodem Popa s Bellickem dostává. Patterson se omlouvá, že vězně neviděl za stolem, kde se Michael před jejich příchodem schovával. Přestože plán vyšel na jedničku, i tak odchází Michael do cely se špatnými zprávami, Pope mu totiž vyřizuje, že v jeho papírech byla chyba a tak nakonec bude přeložen. Nick a Veronica se mezitím vrací domů, kde je čeká nepříjemné překvapení. Poté, co jsou jejich dveře od bytu otevřené, nemohou najít kopii kazety, na které je údajná vražda.
Před odjezdem do jiné věznice nechává Michael Sucremu na posteli jednu origami na rozloučenou, než ho Bellick odvádí k transportu. Scofieldův odchod vyvolává v postávách rozlišné pocity. Westmoreland je překvapený, Abruzzi naštvaný, Sucre zklamaný. Bellick je samozřejmě spokojený a nejhůře situaci bere Michael, jelikož ví, že jeho bratr tímto ztrácí všechnu naději na přežití. Abruzzi dokonce nechává své ženě vyřídit, ať se s dětmi spakuje a odejde pryč ze země, aby byly v bezpečí před Phillym Falzonem, kterému na informaci o Fibonaccim, kterou Scofield nevyzradil, velice záleželo. Situaci na poslední chvíli zachraňuje ten, kdo má jako jediný nad ní moc - ředitel Pope, který přebírá Michaela jen těsně než ho poslední strážce vyvedl z věznice. Za její bránou ale číhají všudypřítomní agenti, kteří celou situaci viděli, ale jak Michael, tak Pope viděli je. 
Ředitel se vrací domů a své manželce ihned říká vše o Toledu. Agenti volají do Montany viceprezidentce Carolině Steadman, která jim přikazuje zbavit se Burrowse jinak, než čekáním na elektrické křeslo. Michael na konci přichází za Lincolnem do kaple a vdechuje mu svým návratem novou naději.